# Habanero

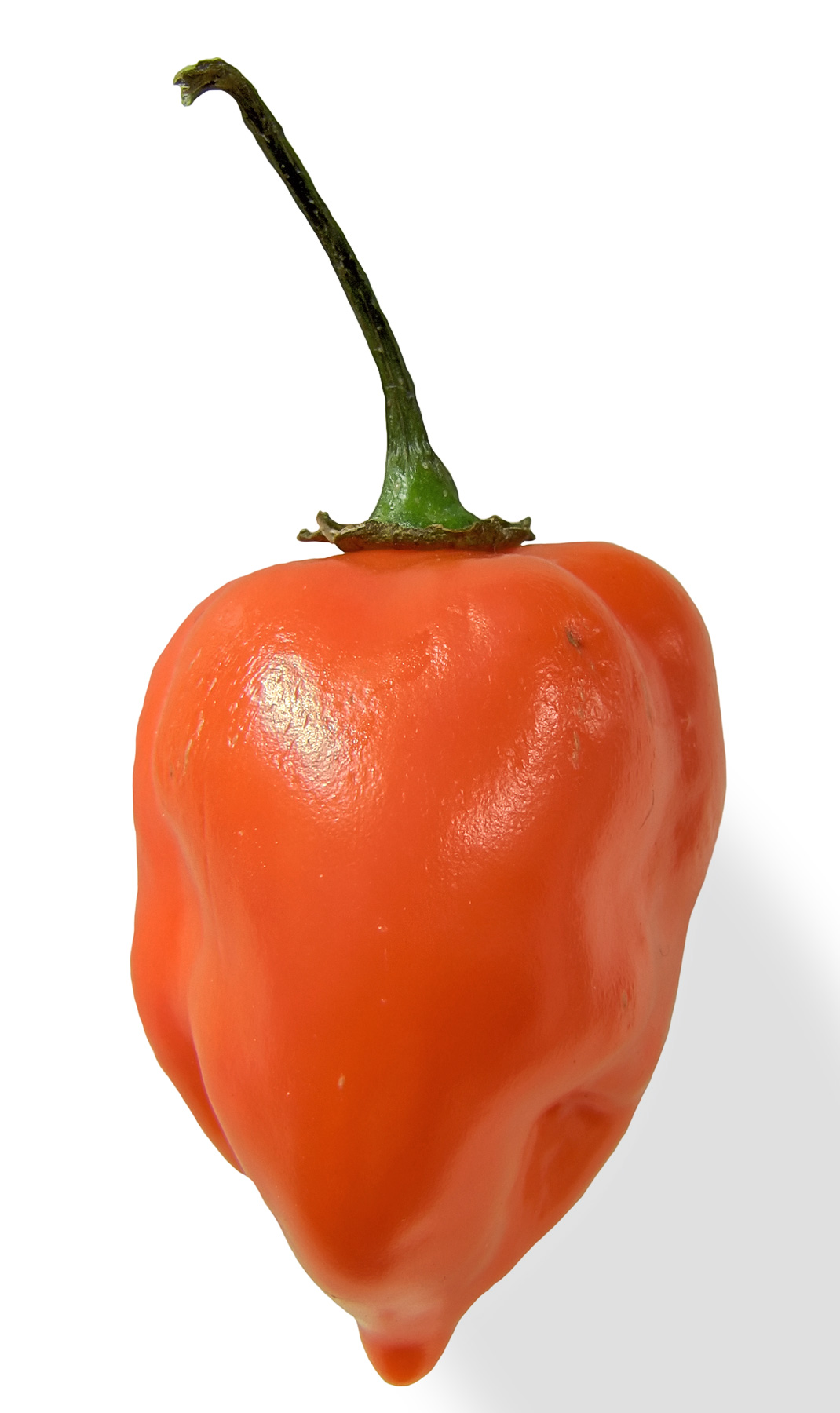
Ardei Habanero

Habanero este o varietate de ardei iute din specia Capsicum chinense, tipică Peninsulei Yucatán din Mexic. Nu există multe varietăți, dar aceasta a intrat în 1994 în Cartea Recordurilor ca având cel mai puternic gust picant (cu o valoare de până la 577.000 de unități pe scara Scoville), însă în 2007 a fost detronat de specia Bhut Jolokia. Ca și picante medie de obicei Habanero „Chocolate” și „Orange” pot întrece varietatea „Red Savina”. Numele Habanero derivă de la Havana, capitala Cubei, și se presupune că de aici este și proveniența speciei. Cel mai mare cultivator al aceste specii este Mexic, unde este cultivat în Yukatan, Campeche și Quintana Roo. Însă mai sunt și alte țări care cultivă această specie pentru comercializarea ei, precum Belize, Costa Rica, Texas și California. Alte specii de Habanero cuprind: Habanero Alb, Habanero Cappucino, Habanero Orange, Habanero Red, Habanero Congo Black, Habanero Golden, Habanero Cancun, Habanero Caribbean Red, etc.